# ایزدبکی-وانسه
ایزدبکی-وانسه (به لهستانی:  Izdebki-Wąsy) یک روستا در لهستان است که در گمینا زبوچن واقع شده‌است.